# Lac Meillon
Le lac Meillon est un  lac pyrénéen français situé dans le département français des Hautes-Pyrénées de la région Occitanie.
Le lac a une superficie de 0,6 ha pour une altitude de 2 523 m.

## Toponymie
Le nom du lac est un hommage au pyrénéiste Alphonse Meillon.

## Géographie
Le lac est situé dans la vallée du Marcadau tout proche de la la frontière entre la France et l'Espagne dans le Massif du Vignemale (Pyrénées).

### Topographie
| Vallée d'Arratille               | Lac d'Arratille (2 247 m) | Pic Alphonse Meillon (2 930 m) |
| Lac de la Badète (2 344 m)       | lac Meillon               |                                |
| Lac du Col d'Arratille (2 501 m) | Col d'Arratille (2 528 m) | Tuque Blanque                  |

### Hydrographie
Le lac a pour émissaire le Gave d'Arratille qui devient le Gave du Marcadau plus bas, gave qui fait partie du réseau hydrographique de l'Adour.

### Géologie
Le lac Meillon est un lac glaciaire de montagne, dont la formation se passe en trois étapes majeures :
1. À l'Éocène vers −40 Ma se forme la chaîne des Pyrénées à la suite de la remontée vers le nord de la plaque africaine qui entraîne avec elle la plaque ibérique. Cette dernière glisse alors sous la plaque eurasiatique située plus au nord, ce qui entraîne le plissement, le relèvement et le charriage des couches géologiques de la croûte terrestre.
2. À partir du Pliocène puis surtout du Pléistocène, de −5 Ma à −10 000 ans, un refroidissement général du climat entraîne la formation de glaciers et d'une érosion fluvioglaciaire (vallées, cirques, moraines, ombilics, etc) dans toute la chaîne des Pyrénées.
3. Depuis l'Holocène, à partir de −10 000 ans, un redoux climatique entraîne la disparition des glaciers et la formation dans leur sillage de nombreux lacs glaciaires qui sont de deux sortes:
- le lac de verrou qui se forme dans un ombilic glaciaire formant un creux naturel et terminé par un verrou glaciaire rocheux.
- le lac de moraine qui se forme derrière une moraine agissant comme un barrage naturel.

## Faune et flore
La végétation autour du lac est caractéristique d'un étagement altitudinal de type alpin.

## Protection environnementale
Le lac est situé dans le parc national des Pyrénées.

## Voies d'accès
Le lac est accessible côté français depuis le Pont d'Espagne (1 520 m) et la vallée du Marcadau au fond de laquelle se trouve le refuge Wallon (1 865 m). De là on traverse le gave d'Arratille pour s'engager vers le lac d'Arratille (2 247 m) puis atteindre  le lac.